# Evangelisch christendom
Het evangelisch christendom is een stroming binnen het orthodox-protestantisme. Het is ontstaan uit de opwekkingsbewegingen binnen het Amerikaanse en Engelse protestantisme in de 18e en 19e eeuw. In de 20e eeuw heeft deze christelijke stroming zich ook over de rest van de wereld verbreid. Deze christenen worden in het Engels 'evangelicals' genoemd. In het Nederlands spreken we over 'evangelischen', 'evangelische christenen' en ook wel 'evangelicalen'. De evangelischen stellen de persoonlijke ervaring van de verlossing door Jezus Christus centraal. Zij hechten daarnaast groot belang aan evangelisatie.

## De evangelische beweging in Nederland

Ontstaan van de verschillende stromingen in Nederland

Ontstaansgeschiedenis van kerken in Nederland

In Nederland wordt meestal de term 'evangelische beweging' gebruikt, in plaats van het anglicisme 'evangelicaal', hoewel de term 'evangelisch' voor misverstanden kan zorgen. De term 'evangelicaal' wordt vooral gebruikt in kringen die zeer sterk beïnvloed worden vanuit de angelsaksische wereld. Aanhangers van de term 'evangelicaal' hanteren vaak ook een strengere definitie van dit begrip. Kerken die tot de evangelische beweging worden gerekend, zijn de baptistenkerken, pinkstergemeenten, Leger des Heils, Vergadering van gelovigen, de Universele Kerk van Gods Rijk en verschillende evangelische gemeenten. In de afgelopen decennia hebben ook traditionele protestantse kerken en enkele rooms-katholieke parochies elementen van het evangelische gedachtegoed overgenomen, met name voor wat betreft de geloofsbeleving en liedcultuur, maar ook wat betreft leerstellingen.

### Geschiedenis
De eerste gemeenten en groepen die gerekend kunnen worden tot de evangelische beweging ontstonden in Nederland aan het begin van de twintigste eeuw, na zendingswerk van Amerikaanse evangelisten. Hoewel de eerste baptistengemeenten al in 1845 vanuit Duitsland ontstonden, hadden deze in het begin een meer reformatorisch karakter. Ook bestond er in de eerste decennia van de twintigste eeuw een min of meer evangelische geloofsbeleving rondom de beweging van Johannes de Heer, wiens zangbundel (met eigen liederen en vertalingen van Engelse songs) zeer geliefd was. Na de Tweede Wereldoorlog kwamen er wat meer evangelische kerken. De echte groei kwam pas in de jaren zeventig en tachtig. Een belangrijke rol in de verbreiding van het evangelische gedachtegoed (ook binnen de traditionele kerken) werd toen gespeeld door de Evangelische Omroep en de Evangelische Hogeschool, instellingen waarin evangelische christenen samenwerkten met christenen uit de orthodox-gereformeerde kerken. De Nederlandse variant van het evangelische christendom profileerde zich in de jaren zeventig als een tegenbeweging, waarbinnen men zich afzette tegen ontwikkelingen in de traditionele kerken als de Nederlandse Hervormde Kerk en de Gereformeerde Kerken. De middenmoot van de Hervormde Kerk en de Gereformeerde Kerken, en met de Gereformeerde Kerken geassocieerde instellingen als de Vrije Universiteit en de NCRV, gingen in de jaren zestig en zeventig een minder orthodoxe en minder conservatieve koers varen. Hierop werd vanuit evangelische hoek stevige kritiek geuit. Bekend is de EO-brochure De Bijbel in de beklaagdenbank (1981), waarin EO-prominenten als Andries Knevel, Ad de Boer, Willem Glashouwer jr. en Willem Ouweneel zeer fel uithaalden naar de Gereformeerde Kerken. Geïnspireerd door de zogenaamde 'Culture Wars' in de Verenigde Staten profileerden de evangelischen zich vooral rond een drietal onderwerpen: de onfeilbaarheid (of zelfs 'foutloosheid') van de Bijbel, de strijd tegen de evolutietheorie (en in het verlengde daarvan propaganda voor het creationisme) en medisch-ethische onderwerpen, zoals abortus en euthanasie. In deze periode werd de evangelische beweging door velen in de traditionele kerken als een sektarische en reactionaire stroming gezien. Doordat er enerzijds meer openheid is gekomen in de evangelische beweging en anderzijds ook de traditionele kerken van karakter zijn veranderd, zijn de verhoudingen de laatste jaren veel minder gespannen. De samenwerking tussen orthodox-protestanten uit de traditionele kerken en evangelischen in allerlei organisaties zorgde ervoor dat men elkaar beter leerde kennen, terwijl de voortgaande secularisatie van de maatschappij ertoe leidde dat orthodoxe christenen in het algemeen meer belang zijn gaan hechten aan hun onderlinge overeenkomsten en minder aan wat hen van elkaar scheidt.

### Heden
Ook in de kleinere orthodox-gereformeerde kerken (Gereformeerde Kerken vrijgemaakt, Christelijke Gereformeerde Kerken, Nederlands Gereformeerde Kerken) bestond er lange tijd kritiek op de evangelische beweging. Deze kritiek was echter van intern-theologische aard en betrof kwesties als de doop, de naar hun oordeel te individualistische geloofsbeleving van de evangelischen, het biblicistische (ofwel te letterlijk, met weinig oog voor de context) Bijbelgebruik en het ontbreken van een duidelijke kerkelijke structuur. Inmiddels wint de evangelische beweging ook daar sterk aan invloed, waarbij de samenwerking in met name de Evangelische Omroep en de Evangelische Hogeschool een belangrijke rol speelt, evenals de groeiende bekendheid met de Angelsaksische evangelicale theologie.
De bevindelijk gereformeerde kerken blijven zich fel verzetten tegen evangelische invloeden, al voelen individuele kerkleden zich soms wel tot de evangelische geloofsbeleving aangetrokken.
Omdat de meeste evangelische kerken een congregationalistisch karakter hebben met weinig bevoegdheden voor het centrale kerkverband, staan veel ondersteunende organisaties, zoals opleidingen, zendings- en diakonale organisaties, doelgroepgerichte organisaties, congrescentra en dergelijke, meestal geheel los van de gemeentes. Ook deze organisaties worden gewoonlijk tot de evangelische beweging gerekend. Voorbeelden zijn Agapè (inclusief onderdeel Athletes in Action), Aglow International, CBMC Nederland, Fellowship of Christian Airline Personnel (FCAP), Full Gospel Business Men's Fellowship International (FGBMFI), Healthcare Christian Fellowship (HCF), Het Zoeklicht, International Christian Chamber of Commerce (ICCC), Open Doors, Stichting Opwekking en dergelijke.

## Evangelische leerstellingen

Het ichthusteken, een veelgebruikt symbool binnen het evangelisch christendom

Het is lastig om een duidelijke omschrijving te geven van de evangelische leerstellingen. De evangelische beweging wordt dan ook niet zozeer gekenmerkt door een gemeenschappelijke theologie, maar veeleer door een gemeenschappelijke geloofsbeleving en liedcultuur. De leerstellingen worden vaak niet geëxpliciteerd, maar in de beleving en in de liederen ligt natuurlijk wel degelijk een impliciete overtuiging verscholen. De Britse theoloog Alister McGrath (zelf behorend tot de evangelische vleugel binnen de Anglicaanse Kerk) heeft een poging gedaan de centrale opvattingen binnen het evangelisch christendom te expliciteren:

### Het soevereine gezag van de Schrift
'Een Evangelische omgang met de Bijbel houdt in dat zij wordt genomen zoals ze van zichzelf getuigt in 2 Timoteüs 3:16-17, “Al de Schrift is van God ingegeven, en is nuttig om…”. Strikt genomen alleen van toepassing op het Oude Testament, werd toch al snel duidelijk dat ook aan het Nieuwe Testament vergelijkbaar gezag moest worden toegekend. De Schrift is van God ingegeven, geïnspireerd door de Heilige Geest. Daardoor heeft de Schrift goddelijk gezag als Woord van God en als norm voor verleden, heden en toekomst. Met deze schriftvisie neemt de Evangelische Beweging duidelijk afstand van allerlei alternatieve visies volgens welke de Schrift een feilbaar menselijk religieus document zou zijn, of slechts gedeeltelijk van God ingegeven.'
In zijn Bijbelgebruik is het evangelisch christendom orthodox-protestants. In tegenstelling tot andere orthodox-protestantse stromingen, zoals de orthodox-gereformeerden, heeft men echter veel minder moeite met modernere Bijbelvertalingen en wordt het gebruik van verschillende vertalingen meer gestimuleerd.

### De majesteit van Jezus Christus
'Jezus Christus is de eeuwige Zoon van God die in menselijke vorm op aarde verscheen om eenieder die op Hem zijn geloof bouwt te verlossen van de zonde en te belonen met een eeuwig leven bij God. In Jezus Christus hebben we dus met God zelf te maken, Hij is Heer (Hem komt dezelfde eer en hetzelfde gezag toe als aan God de Vader) en Heiland (Hij heeft aan het kruis onze zonden gedragen en zodoende de weg naar God vrijgemaakt). Erkenning van dit verlossingswerk betekent dat de mens in zijn natuurlijke staat zondig is en schuldig staat tegenover God.'

### De macht van de Heilige Geest
'In de Evangelische Beweging wordt naast de autoriteit van de Schrift en de majesteit van Christus ook de werking van de Heilige Geest onderstreept, zowel in het persoonlijk leven als in de gemeente. De Geest is actief betrokken bij de wedergeboorte en de heiliging van de mens, de Geest manifesteert zich in eenieder door de gaven van de Geest om de gemeente van Christus te dienen.'

### De noodzaak van de persoonlijke bekering
'De Evangelische Beweging onderstreept het belang van een levend en persoonlijk geloof. God vraagt van ons een persoonlijke bekering: dat we ons leven aan Hem toevertrouwen en dat we met Hem een levende relatie aangaan. Het geloof is meer dan het principieel aannemen van bepaalde waarheden. Het levend geloof treft de mens in het diepst van zijn hart en heeft van daaruit een onstuitbare invloed op de rest van zijn leven. Deze nieuwe levenswandel wordt gekenmerkt door de vrucht van de Geest als het gaat om karakter (Galaten 5:22-23) en een 'honger naar gerechtigheid' in al het doen en laten. Jakobus schreef hierover dat alleen dit de reine zuivere godsdienst is: 1) het zich in acht nemen voor de wereld en onberispelijk blijven, en 2) het bijstaan van weduwen en wezen in hun nood: "wel in de wereld maar niet van de wereld".'

### De prioriteit van evangelisatie
'De overtuiging dat de zonde scheiding maakt tussen God en de mens, dat alle mensen van nature zondig zijn, dat we van zonden kunnen worden bevrijd door overgave aan de verlossing van Christus en de vrede die we als gelovigen mogen ervaren in Hem, zijn de belangrijkste drijfveren voor evangelisatie. Een christen met een levend geloof beseft dat hij dit niet voor zichzelf mag houden, maar dat er een wereld is die verloren gaat en dat hij daar conform de grote opdracht in Matteüs 28:19-20 een rol in heeft door zijn geloof uit te dragen. En dat niet alleen door woordelijke getuigenis, maar vooral door zijn/haar levenswandel die, als het goed is, getekend is door liefde en mededogen voor vooral ook de 'onbekeerde' medemens.'

### Het belang en de praktijk van de christelijke gemeenschap
'Het christelijk geloof is, in tegenstelling tot de toenemende individualisering in de samenleving, geen individueel gebeuren. De gemeenschap met andere christenen is van levensbelang. Alleen al vanuit sociologisch oogpunt is het van belang, omdat mensen met een overeenkomstige levensstijl elkaar hierin kunnen helpen en stimuleren vol te houden. Natuurlijk is er meer. De gemeenschap van de gelovigen is niet zomaar een club of vereniging, ze vormt het lichaam van Christus in deze wereld. Ten behoeve van dit lichaam zijn de verschillende leden door de Heilige Geest toegerust met genadegaven, zodat ieder een eigen taak kan vervullen in de gemeente.'

## Politiek
In de Verenigde Staten heeft het evangelisch christendom verbindingen met christelijk rechts en het neoconservatisme. Veel evangelicale christenen steunen de Republikeinse partij met haar rechtse standpunten. Hierbij zetten veel Amerikaanse evangelicalen zich sterk af tegen de Democratische partij en haar 'linkse' standpunten, waarbij deze vaak zelfs gedemoniseerd worden. In Nederland en België is dit veel minder duidelijk. Evangelische christenen leggen een grote nadruk op het belang van het gezin en wijzen veelal het praktiseren van homoseksualiteit en abortus af. Afwijzing van de zogenaamde vervangingstheologie, die de christelijke kerk als vervanging en voortzetting van het jodendom ziet, hangt samen met de opvatting dat de eindtijd nabij is. Er wordt daarbij in het bijzonder gewezen op het ontstaan van de staat Israël als een teken van de wederkomst van Jezus, waarin binnen de eigen opvattingen van de Eindtijd soms invloeden merkbaar zijn van het chiliasme.. In het Israëlisch-Palestijnse conflict steunen evangelische christenen veelal Israël en niet de Palestijnse christenen. Ook staan zij in het algemeen positief ten opzichte van de nederzettingenpolitiek van de Israëlische staat op de Westelijke Jordaanoever. Dit botst regelmatig met kritiek van Palestijnse theologen op de Israëltheologie, die in evangelische kringen veel aanhang heeft.